# آرتور آکسمان
آرتور آکسمان (به آلمانی: Artur Axmann) (۱۸ فوریه ۱۹۱۳ – ۲۴ اکتبر ۱۹۹۶) یک سیاستمدار آلمانی و از سال ۱۹۴۰ تا سال ۱۹۴۵ رئیس سازمان جوانان هیتلری بود.

## زندگی‌نامه
آرتور آکسمان روز ۱۸ فوریه سال ۱۹۱۳ در هاگن زاده شد. سال ۱۹۲۸ وارد سازمان جوانان هیتلری گردید. با ترقی سریع تنها در عرض چهار سال در زمره رهبران این سازمان قرار گرفت. سال ۱۹۳۳، پس از به قدرت رسیدن آدولف هیتلر، آکسمان به عنوان رئیس دفتر اجتماعی رهبری جوانان رایش انتخاب گشت. روز ۸ اوت سال ۱۹۴۰ به عنوان جانشین بالدور فون شیراخ، «رهبر جوانان رایش در حزب ناسیونال سوسیالیست» (رایسش‌یوگنت‌فورر - Reichsjugendfuehrer der NSDAP) شد. آکسمان در جبهه شرقی جنگ جهانی دوم خدمت نمود. او جزو حاضران در پناهگاه پیشوا در آخرین روزهای جنگ در آوریل سال ۱۹۴۵ بود.